# Michail Pawlowitsch Lyssow
Michail Pawlowitsch Lyssow (russisch Михаил Павлович Лысов; * 29. Januar 1998 in Wladimir) ist ein ehemaliger russischer Fußballspieler.

## Karriere

### Verein
Lyssow begann seine Karriere bei Lokomotive Moskau. Im Juli 2016 stand er gegen Zenit St. Petersburg erstmals im Profikader von Lok. Im Juli 2017 debütierte er für die Profis der Moskauer in der Premjer-Liga, als er am ersten Spieltag der Saison 2017/18 gegen Arsenal Tula in der 58. Minute für Anton Mirantschuk eingewechselt wurde. In der Saison 2017/18 kam er insgesamt zu 13 Erstligaeinsätzen. In der Spielzeit 2018/19 absolvierte der Flügelspieler acht Spiele in der Premjer-Liga.
In der Saison 2019/20 kam Lyssow einmal für die Profis in der höchsten Spielklasse zum Einsatz, zudem absolvierte er eine Partie für das Farmteam Lokomotive-Kasanka Moskau in der drittklassigen Perwenstwo PFL. In der Saison 2020/21 kam er zu einem Einsatz in der Premjer-Liga, ehe bei ihm im Oktober 2020 Probleme mit Blutgefäßen diagnostiziert wurden. Aufgrund dessen musste er seine Karriere nach der Saison 2020/21 im Alter von 23 Jahren beenden, woraufhin er von Lokomotive als Jugendtrainer engagiert wurde.

### Nationalmannschaft
Lyssow spielte ab 2013 für russische Jugendnationalteams. Mit der U-17-Auswahl nahm er im Mai 2015 an der EM teil und erreichte mit Russland das Halbfinale, während des Turniers kam er in allen fünf Partien zum Einsatz. Durch die Halbfinalteilnahme qualifizierte er sich mit seinem Land auch für die WM im selben Jahr, für die er allerdings nicht nominiert wurde. Im November 2017 debütierte Lyssow für die U-21-Mannschaft.